# Championnat du Norrland de football 1932
Navigation
Édition précédente Édition suivante
Le Championnat du Norrland 1932 ou Norrländska Mästerskapet 1932 est la 6e édition de ce championnat qui vise à permettre aux meilleurs clubs du Norrland, alors écartés de l'Allsvenskan, de s'affronter afin de déterminer le meilleur club des régions septentrionales du pays.

## Tours préliminaire
1er tour préliminaire
- 22 juin 1932 : Iggerunds IK 3 - 0 Söderhamns Skärgårds IF
- 22 juin 1932 : Ljusne AIK 2 - 0 Söderhamns IF

2e tour préliminaire
- 26 juin 1932 : Ljusne AIK 3 - 0 Iggerunds IK
- 29 juin 1932 : Domsjö IF 0 - 0 IF Älgarna (Älgarna qualifié après tirage au sort)
- 3 juillet 1932 : Bräcke IK 1 - 5 Malmbergets AIF

## Phase finale
|  | Demi-finales                | Demi-finales                |                 |   | Finale                       | Finale                       |
|  | Demi-finales                | Demi-finales                |                 |   | Finale                       | Finale                       |
|  |                             |                             |                 |   |                              |                              |
|  | 4 juillet 1932 à Malmberget | 4 juillet 1932 à Malmberget |                 |   | 10 juillet 1928 à Malmberget | 10 juillet 1928 à Malmberget |
|  | 4 juillet 1932 à Malmberget | 4 juillet 1932 à Malmberget |                 |   | 10 juillet 1928 à Malmberget | 10 juillet 1928 à Malmberget |
|  | Malmbergets AIF             | 7                           |                 |   | 10 juillet 1928 à Malmberget | 10 juillet 1928 à Malmberget |
|  | Malmbergets AIF             | 7                           |                 |   | 10 juillet 1928 à Malmberget | 10 juillet 1928 à Malmberget |
|  | Hörnefors IF                | 1                           |                 |   | 10 juillet 1928 à Malmberget | 10 juillet 1928 à Malmberget |
|  | Hörnefors IF                | 1                           | Malmbergets AIF | 3 |                              |                              |
|  | 3 juillet 1932 à Ljusne     |                             | Malmbergets AIF | 3 |                              |                              |
|  |                             | Ljusne AIK                  | 2               |   |                              |                              |
|  | Ljusne AIK                  | Ljusne AIK                  | 2               | 4 |                              |                              |
|  | Ljusne AIK                  |                             |                 | 4 |                              |                              |
|  | IF Älgarna                  | 0                           |                 |   |                              |                              |
|  | IF Älgarna                  | 0                           |                 |   |                              |                              |

| Vainqueur du Norrländska Mästerskapet 1932 |
| ------------------------------------------ |
| Malmbergets AIF 1er titre                  |